# Staurogyne linearifolia
Staurogyne linearifolia är en akantusväxtart som beskrevs av Cornelis Eliza Bertus Bremekamp. Staurogyne linearifolia ingår i släktet Staurogyne och familjen akantusväxter. Inga underarter finns listade i Catalogue of Life.